# Ulrich Papke
Ulrich Papke (ur. 4 marca 1962 w Neuruppin) – niemiecki kajakarz kanadyjkarz, dwukrotny medalista olimpijski z Barcelony.
Urodził się w NRD i do zjednoczenia Niemiec startował w barwach tego kraju. Mimo że w kadrze NRD znajdował się od wczesnych lat 80., nie znalazł się w składzie reprezentacji na IO w Seulu i na olimpiadzie debiutował w 1992, już w barwach zjednoczonych Niemiec. Pływał w dwójce i wspólnie z Ingo Spellym (tworzyli osadę już w połowie poprzedniej dekady) sięgnął po dwa medale, w tym złoto. Zdobywał medale mistrzostw świata, m.in. zwyciężał w jedynce.